# Мисрах Гар Ил-Кбир

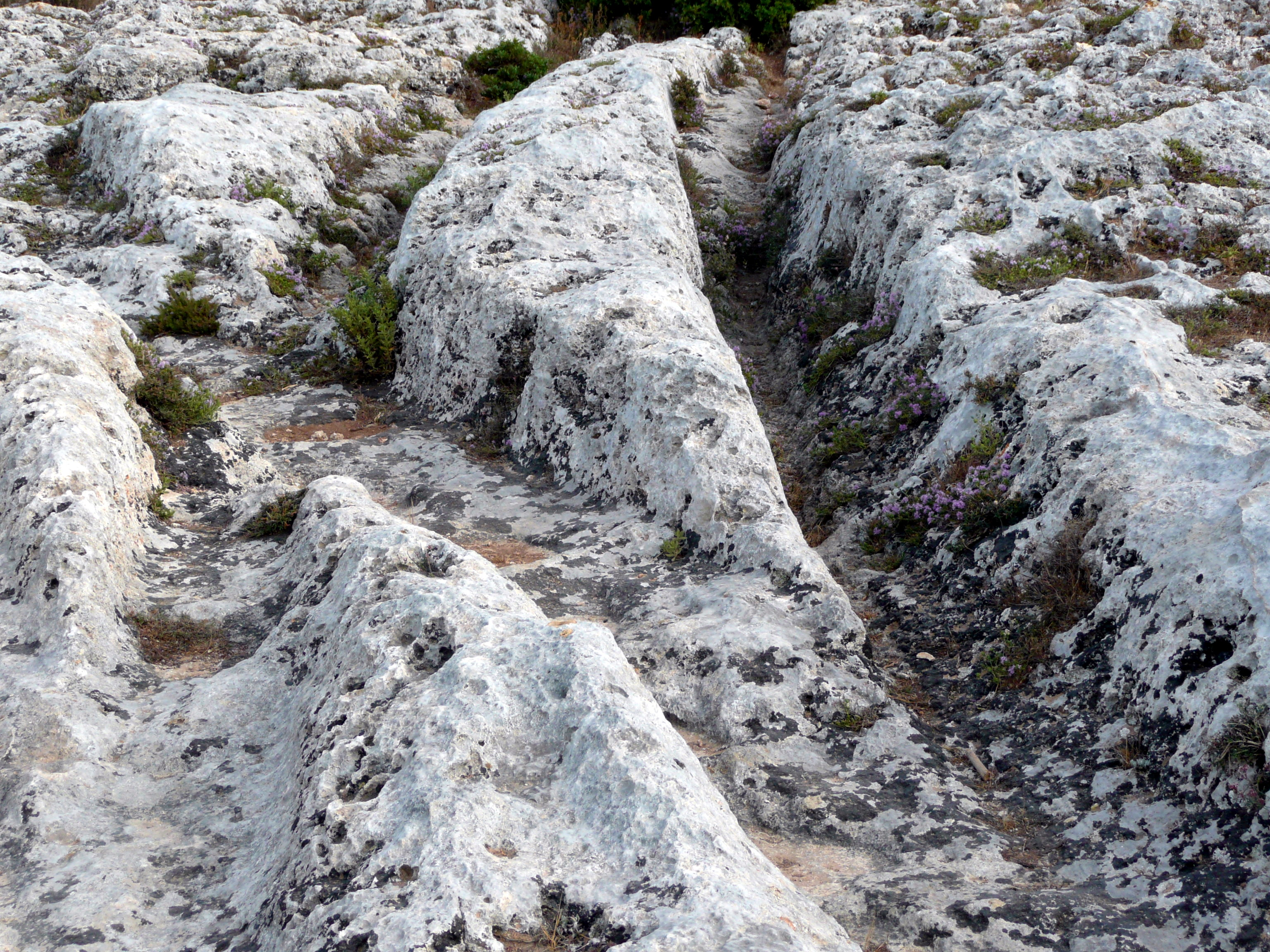
Треугольный узел.

Мисра́х Гар Ил Кбир (мальт. Misraħ Għar il-Kbir) — доисторический мегалитический памятник к востоку от скал Дингли на юго-западе острова Мальта, известный благодаря сети борозд, созданных в скальной породе. Точный возраст места и цели его создания остаются предметом споров, но большинство учёных считают, что оно появилось около 4000 лет назад, когда на Мальту стали прибывать новые поселенцы, то есть после начала угасания культуры мегалитических храмов на острове, в начале Бронзового века.
Похожие места существуют и в других районах острова. Борозды достигают глубины 60 см и расположены друг от друга на расстоянии от 110 до 140 см. Некоторые из них пересекаются под разными углами, другие образуют узлы. Одним из распространённых названий для таких мест является словосочетание «колеи от телег», а конкретно Мисрах Гар Ил-Кабир в народе именуется Клэпхемским узлом — названием, данным ему англичанином по названию пересадочного железнодорожного вокзала в Лондоне.

## Гипотезы о происхождении борозд
Существует несколько гипотез происхождения подобных борозд. Широко распространено убеждение, что они представляют собой следы перевозки грузов на санях или колесницах, но эта теория оставляет несколько нерешённых вопросов. Если их оставили сами упряжки, то грузы, перевозимые ими, должны были быть очень тяжёлыми, чтобы оставить такие глубокие следы, и неясно, каким образом можно было осуществить тогда такие перевозки, учитывая размеры острова и его население 4000 лет назад. Если же эти борозды были сделаны для проезда по ним колесницы, то, при глубине борозды до 60 см, колёса должны были иметь существенный диаметр — по меньшей мере 140 см, что представляется маловероятным. Тем не менее борозды могли на самом деле служить для перемещений по холмам, и было предположено, что сельское хозяйство могло вызвать эрозию почв, приведшую к оголению известняка.
Одна из теорий отождествляет следы в скальном грунте со строительством храмов на Мальте, которое имело место приблизительно за 1500 лет до начала бронзового века. Однако не обнаружено никакой связи между географическим расположением борозд и расположением храмов, построенных в течение этого периода, а также близлежащими местами поселений Бронзового века. Согласно ещё одной версии борозды были выдолблены финикийцами в VII веке до н. э.
Дополнительные данные заставляют усомниться в истинности теории об использовании борозд для транспортировки: в частности, тот факт, что одни следы обрываются на краю скальной породы, в то время как другие уходят в море, продолжаясь под водой, а иногда и выходят вновь на берег на другой стороне залива. Рядом с берегом и в море изменяется ширина борозд, проложенных крест-накрест. В некоторых местах, в частности в Мисрах Гал Ир Кибире, может возникнуть впечатление наличия геометрических фигур прямоугольников и треугольников рядом с ними.
Согласно третьему предположению, следы могли использоваться в качестве системы орошения,
а согласно четвёртому — являются характерными для данного региона естественными разломами.
Последняя гипотеза предполагает единовременное появление колей при внезапном поднятии дна моря или озера с известковыми иловыми отложениями на дне. То есть кто-то был вынужден проехать по вязкой грязи, используя повозки или сани. Позже ил высох и окаменел. Очередные подъёмы и опускания поверхности привели к разрыву колей по вертикали и погружению некоторых их участков под воду.